# Ryan Bertrand
Ryan Dominic Bertrand (Southwark, 5 de agosto de 1989) é um ex-futebolista inglês que atuava como lateral-esquerdo.

## Carreira
Bertrand fez parte do elenco da Seleção Britânica de Futebol da Olimpíadas de 2012.

## Títulos
Chelsea
- Copa da Inglaterra: 2011-12
- Liga dos Campeões da UEFA: 2011-12
- Liga Europa da UEFA: 2012-13

Leicester City
- Supercopa da Inglaterra: 2021

### Prêmios individuais
- Artilheiro da Supercopa da Inglaterra: 2012  (1 gol)